# Montserrat zászlaja
A brit kék felségjelzést a címer díszíti, amelyet 1909-ben adoptáltak. A kereszt a keresztény hit jelképe. A nő a hárfával az ír bevándorlókra utal, akik 1632-ben telepedtek le a szigeten.